# John O. Meusebach
John O. Meusebach, nato Otfried Hans von Meusebach (Dillenburg, 26 maggio 1812 – Loyal Valley, 27 maggio 1897), è stato un imprenditore, naturalista e politico tedesco naturalizzato statunitense.
Fu tra i primi coloni tedeschi giunti in Texas ad occuparsi attivamente dell'operato dell'Adelsverein per promuovere e gestire la colonizzazione europea di quelle aree. Fu inoltre senatore per il Distretto 22 del Texas.

## Biografia

### I primi anni
John O. Meusebach nacque il 26 maggio 1812 a Dillenburg, figlio del barone Karl Hartwig Gregor von Meusebach, giudice, ed Ernestine von Witzleben. Portava il nome del fratello maggiore Orfried Isador (1806–1808) morto in tenera età. Aveva due sorelle più grandi, Ludowine e Caroline, e un fratello minore Carl Bernhard. I bambini crebbero in un ambiente famigliare impregnato di musica. Sua madre Ernestine era una pianista e la famiglia era solita intrattenere gli ospiti cantando canzoni popolari, operistiche e inni. Il padre di Meusebach, poeta egli stesso, era un collezionista di spartiti di musica popolare tedesca.
Da adulto, Meusebach divenne straordinariamente alto (188 cm) con una barba rosso-bionda. Gli indiani Waco di New Braunfels lo chiamavano infatti Ma-be-quo-si-to-mu, (capo con la barba bruciante). Il capo Penateka Comanche Ketemoczy (Katemcy) lo soprannominò El Sol Colorado (Il sole rosso).

### Educazione e carriera
Nel 1828, Meusebach venne iscritto alla scuola parrocchiale di Roßleben, e poi all'Accademia di Clausthal-Zellerfeld nelle montagne dell'Harz per studiare geologia e scienze naturali. Durante questo periodo, suo nonno Christian Carl von Meusebach era solito portarlo con sé in lunghe escursioni verso Vockstedt, condividendo con lui il comune interesse per la botanica. Otfried si iscrisse dunque all'Università di Bonn nel 1832, laureandosi in legge, cameralismo e finanza. Si trasferì all'Università di Halle, dove studiò scienze naturali. Nel 1836, passò l'esame di avvocato a Norimberga.
Meusebach venne nominato amministratore a Treviri nel 1836. Divenne giudice assistente nel 1838 a Berlino ed a Potsdam. La Meusebach al proprio interno era profondamente attirata dai numerosi cambiamenti della società dell'epoca e lo stesso Mausebach si opponeva al nazionalismo dilagante della Prussia. Otfried prese ad occuparsi del fatto che molti intellettuali tedeschi erano emigrati negli Stati Uniti, ma egli stesso si dimostrava talvolta critico nei confronti degli americani che da un lato proclamavano la libertà e dall'altro ammettevano la schiavitù. Nel 1841, Meusebach aprì uno studio legale a Stettino. Per la sua esperienza nella disputa tra Stettino e Anklam, venne nominato borgomastro di Anklam.

### L'Adelsverein

#### La concessione terriera in Texas
L'Adelsverein fu una associazione formatasi a Biebrich, in Germania, il 20 aprile 1842, da un gruppo di nobili, per promuovere la colonizzazione tedesca del Texas. Il co-fondatore, il conte Victor August von Leiningen-Westerburg-Alt-Leiningen era presidente della società, metre il conte Carl von Castell-Castell era vicepresidente e direttore.
La Repubblica del Texas aveva dato disponibilità di colonizzazione per più di 18.000 km2 di terra, ponendo come unica condizione il fatto che i coloni dovessero rendersi autosufficienti nel giro di un anno, salvo perdere la concessione. Il 7 giugno 1842, Henry Francis Fisher e Burchard Miller ricevettero un diritto di colonizzazione per 1000 famiglie immigranti di origine tedesca, olandese, svizzera, danese, svedese e norvegese in quella che divenne nota come concessione Fisher–Miller. Il contratto venne rinnovato il 1 settembre 1843 dalla camera dei rappresentanti della Repubblica del Texas. Il 26 giugno 1844, Fisher vendette parte delle proprie azioni sulla concessione all'Adelsverein. Il 30 dicembre 1845, sia Fisher sia Miller vendettero i loro diritti all'Adelsverein, a condizione che Fisher rientrasse nella nuova commissione coloniale. Il 7 aprile 1844, l'associazione acquistò la concessione Bourgeois-Ducos, che era terminata il 3 dicembre 1843. Ancora una volta l'associazione tedesca nominò un ex proprietario, Alexander Bourgeois d'Orvanne, come direttore coloniale.

#### Commissario generale
Il 24 ottobre 1844, Meusebach scrisse una lettera al conte Castell per esprimergli il suo interesse nello spostarsi nella Repubblica del Texas per proseguire il suo amore per la geologia, per la botanica e per l'orticultura. Si era appassionato molto al Texas ed aveva letto avidamente ogni libro sull'argomento. Su suggerimento di suo fratello Carlo, aveva letto Texas: The Rise, Progress, and Prospects of the Republic of Texas di William Kennedy ed era rimasto affascinato da un luogo chiamato Enchanted Rock.
Il medesimo libro aveva ispirato pure il principe Carlo di Solms-Braunfels che era stato nominato commissario generale della colonizzazione tedesca in Texas. Una volta giunto in Texas, però, il principe di Solms aveva perso le proprie illusioni a fronte delle difficoltà finanziarie e logistiche riscontrate dello stabilire una colonia in quel luogo. Fisher non era stato in grado di amministrare correttamente i fondi concessigli, nonostante i numerosi prestiti ricevuti anche dal principe di Solms per la spedizione. Nel 1844, il principe di Solms chiese all'associazione di rimuoverlo dal suo ruolo di commissario generale e di nominare un suo successore.
Il conte Castell rispose alla lettera di Meusebach, dicendogli che era ben lieto di accoglierlo nell'organizzazione e che ciò gli avrebbe dato l'opportunità di divenire commissario generale in Texas. I due negoziarono un contratto: Meusebach avrebbe pagato 2000 dollari iniziali, ma avrebbe ricevuto un equipaggiamento e dei libri, oltre ad un salario annuale di 790 dollari più il 2% dei profitti dell'associazione e 500 acri di terra in Texas. Prima di partire, sentì per cortesia il principe Federico di Prussia per assicurarsi il suo appoggio nell'opera. Meusebach siglò il contratto il 24 febbraio 1845 e pagò la somma stabilita di 2000 dollari per entrare a far parte dell'associazione. Il conte Castell fu vago ed evasivo nel rispondere alle domande di Meusebach sui particolari della colonizzazione, ma diede a Meusebach una lettera di credito di 10.000 dollari.
Meusebach aggiunse il motto Texas Forever al motto Tenax Propositi della sua famiglia. Il trentaduenne Meusebach si portò quindi a Liverpool, in Inghilterra, e da lì a bordo della vaporiera Cambria a Boston. Con la partenza della nave decise anche di rinunciare al titolo di barone come simbolo dell'inizio di una nuova vita. Al suo arrivo a Boston il 14 marzo 1845, fece rotta verso Pittsburgh e con una barca navigò lungo i fiumi Ohio e Mississippi. Giunse a New Orleans il 10 aprile 1845. Da New Orleans, giunse via barca a Galveston, in Texas, il 1º maggio 1845.
L'agente dell'Adelsverein D.H. Klaener accolse Meusebach al suo arrivo a Galveston ed immediatamente lo rese edotto delle disperate condizioni in cui si trovavano i coloni locali. Le finanze erano in dissesto, principalmente per l'incapacità amministrativa del principe di Solms e per la sua cocciutaggine nel non voler tenere dei registri finanziari. L'Adelsverein stava fallendo in parte perché composta da nobiluomini senza esperienza amministrativa né pratica. Si trovavano inoltre tutti in Germania ed erano pochi quelli che di loro che avevano visitato la colonia. Henry Fisher non aveva lasciato nulla né in denaro né in rifornimenti di quelli forniti dall'associazione. Fisher aveva inoltre segretamente contrattato nel febbraio del 1845 col dottor F. Schubbert un modo per costringere gli immigrati a dissociarsi dalla Adelsverein e ad aderire alla colonia di Schubbert a Milam.
Meusebach trovò Carlshafen (Indianola) insufficiente a sostenere attivamente dei coloni e New Braunfels isolata. Gli venne detto che il principe di Solms così aveva disposto per evitare dannose interazioni tra tedeschi ed indiani. Meusebach trovò il principe di Solms a Galveston mentre era intento a preparare i bagagli per fare ritorno in Germania, minacciato dalle autorità per i debiti contratti. Meusebach fece un resoconto completo della situazione.
Nel maggio del 1846, Meusebach ricevette una lettera dal conte Castell che lo informava dell'imminente arrivo in Texas di 4304 emigrati. L'associazione mise a disposizione una lettera di credito di 60.000 dollari per accoglierli e far sviluppare la colonia. La cifra, per quanto consistente, non era sufficiente a sostenere un così gran numero di emigranti, ma Castell inviò anche Philip Cappes come commissario speciale ad assistere Meusebach e, segretamente, riportare al conte il resoconto delle spese effettuate.

#### Carlshafen (Indianola)
Carlshafen (Indianola) era il primo punto di approdo scelto dal principe di Solms.

#### New Braunfels
New Braunfels venne fondata dal principe Carlo di Solms-Braunfels il 21 marzo 1845. Il 15 maggio 1845, il principe di Solms lasciò la colonia alla volta della Germania e ne lasciò la guida a Meusebach.

#### Fredericksburg
Meusebach pianificò nel 1846 la fondazione di Fredericksburg, nel Texas, per conto dell'Adelsverein.

#### Trattato di pace coi Penateka Comanche
Per consentire agevolmente degli insediamenti nella concessione Fisher-Miller, Meusebach riuscì a concludere un negoziato non governativo con i Penateka Comanche nel 1847.

#### La Società dei Quaranta di Darmstadt
Meusebach ed Hermann Spiess della Società dei Quaranta di Darmstadt scelsero il luogo di fondazione dell'insediamento di Bettina nel 1847, sulle rive del fiume Llano. Il paese venne così chiamato in onore di Bettina von Arnim, amica personale della famiglia Meusebach.

#### Nassau Plantation
Nel 1843, l'Adelsverein acquistò una piantagione di 17 km2 nella Contea di Fayette e la chiamò così in onore di Adolfo, duca di Nassau, protettore dell'associazione. Venticinque schiavi vennero acquistati e portati a lavorare ella proprietà. Quando il principe di Solms ispezionò la piantagione nel 1844, consigliò all'associazione di dissociarsi dagli schiavisti. L'associazione la sfruttò per un totale di cinque anni.

#### Dimissioni dall'Adelsverein
Meusebach aveva pensato, deluso ed amareggiato, di lasciare il Texas già dal novembre del 1845, quando scrisse al conte Castell annunciando la sua intenzione di licenziarsi e fare ritorno in Germania. Meusebach aveva compreso che l'Adelsverein mancava della sufficiente organizzazione per raggiungere l'obbiettivo. Egli stesso era sopravvissuto miracolosamente ad un tentativo di linciaggio che lo aveva colto a New Braunfels il 31 dicembre 1846, probabilmente incitato da Henry Francis Fisher nel tentativo di usurpare il ruolo di Meusebach. Nel gennaio del 1847 a Fredericksburg, Meusebach fu nuovamente oggetto di un colpo di stato, questa volta istigato da Friedrich Schubbert. Presentò nuovamente le sue dimissioni a Castell, accompagnandole da un dettagliato rapporto finanziario, il 23 gennaio 1847. Queste divennero effettive dal 20 luglio 1847. Hermann Spiess venne nominato suo successore.

### Senatore per lo stato del Texas
Nel 1851, Meusebach tornò in Germania per trascorrere del tempo con la sua famiglia. Suo padre era morto nel 1847. Mentre si trovava in patria, Meusebach venne eletto come rappresentante delle contee di Bexar, Media e Comal al senato del Texas.
Meusebach tornò in Texas per riprendere il proprio incarico il 7 novembre 1851. Il suo primo atto fu quello di presenziare all'insediamento del governatore del Texas, Peter Hansborough Bell, occasione per la quale compose un elogio che venne stampato in inglese, spagnolo e tedesco. Fu membro della commissione di stato per l'educazione.

### Commissario speciale di stato
Nel 1854, Meusebach venne nominato dal governatore Elisha Pease al ruolo di commissario speciale per la situazione delle colonie fondate tra il 1845 ed il 1846. La Repubblica del Texas aveva originariamente promesso ai coloni 640 acri di terra per ogni coppia sposata e 320 a ogni colono non maritato. Ad ogni modo, quando i coloni erano giunti sul posto, l'associazione si tenne metà della terra loro promessa. La posizione di Meusebach era quella di rettificare i possedimenti terrieri. Egli convocò 729 coloni ai quali riassegnò 324.160 acri di terra. Successivamente vennero previste altre ridistribuzioni pari a 1.735.200 acri di terra.

### Comanche Spring, Fredericksburg e New Braunfels
Dopo aver dato le dimissioni da commissario generale dell'Adelsverein, Meusebach si spostò da New Braunfels dove aveva comprato 2,577 acri di terreno per 2600 dollari a Comanche Spring nella contea di Bexar, nel sito dell'attuale Camp Bullis. Nel New Braunfels, il botanico Ferdinand Lindheimer iniziò con lui un'amicizia fraterna e Mausebach lo nominò direttore del giardino botanico di New Braunfels.
Durante la Guerra civile americana, Meusebach vendette la sua proprietà di Comanche Spring e si spostò a Fredericksburg, dove operò nell'ambito del commercio mercantile per sostenere la sua famiglia.
Nel 1867, vendette le sue proprietà a Fredericksburg e si spostò con la sua famiglia a Waco Springs, a pochi chilometri a nord da New Braunfels. Il 12 settembre 1869 un tornado distrusse la casa di Meusebach nel New Braunfels. Meusebach, che ebbe un piede schiacciato sotto una trave, fu l'unico membro della famiglia a rimanere ferito nell'evento. Tale ferita se la portò appresso per il resto della sua vita.

### Vita personale e morte
Meusebach era intenzionato a sposare Elizabeth von Hardenberg nel 1842, ma prima che il matrimonio potesse avere luogo ella morì in Germania di febbre tifoidea.
Il 28 settembre 1852, il quarantenne Meusebach sposò la diciassettenne contessa Agnes von Coreth, figlia del suo amico conte Ernst von Coreth. La coppia ebbe undici figli in tutto, di cui solo sette sopravvissero all'età adulta.
Meusebach morì il 27 maggio 1897, nella sua proprietà di Loyal Valley, nel Texas, e venne sepolto nella tomba di famiglia a Cherry Spring.